# 디미트리아 매키니
디미트리아 매키니(영어: Demetria McKinney, 1980년 8월 27일 ~ )는 미국의 배우, 가수이다.

## 음반 목록
- Officially Yours (2017)